# Mutatocoptops anancyloides
Mutatocoptops anancyloides là một loài bọ cánh cứng trong họ Cerambycidae.